# Château de Kidwelly
 (avril 2014).
Si vous disposez d'ouvrages ou d'articles de référence ou si vous connaissez des sites web de qualité traitant du thème abordé ici, merci de compléter l'article en donnant les références utiles à sa vérifiabilité et en les liant à la section « Notes et références ».
Le château de Kidwelly est un château médiéval normand surplombant la rivière Gwendreath et la ville de Kidwelly, dans le comté de Carmarthenshire. L'édifice actuel date, selon les parties, du XIIIe au XVe siècle. Il est propriété du Cadw, qui gère la majorité des châteaux au pays de Galles.

## Histoire
Le château est bâti par les envahisseurs normands dès 1106. L'édifice primitif est une motte castrale typique de l'architecture militaire normande de l'époque.
En 1136, le château et ses environs sont le théâtre d'une bataille opposant des troupes galloises commandées par la princesse de Deheubarth Gwenllian ferch Gruffydd et des troupes anglo-normandes. Profitant des troubles liées à la guerre civile faisant rage en Angleterre, les Gallois se révoltent pour reprendre le contrôle des terres conquises par les Normands. Attaqués par les Normands, les Gallois de Deheubarth lèvent une armée, commandée par la princesse Gwenllian en l'absence de son époux. Ses troupes sont défaites à Kidwelly et la princesse est exécutée sur place tandis que deux de ses fils sont tués. Ces morts ravivent la révolte, qui permet aux Gallois de reconquérir quelques territoires.
Le château change de mains plusieurs fois aux XIIe et XIIIe siècles. Il est pris par les Gallois à plusieurs reprises, notamment par Lord Rhys, en 1159. C'est d'ailleurs lui qui ordonne une reconstruction du château en 1190. En 1201, il est de nouveau sous commandement normand. Il est alors propriété de la famille de Chaworth, qui fait édifier l'enceinte intérieure. En 1298, le château passe aux mains des comtes de Lancastre. 
La reconstruction du château est ordonnée par Édouard Ier d'Angleterre à la fin du XIIIe siècle et s'inscrit dans son programme de constitution d'un « anneau de fer » pour soumettre le Pays de Galles définitivement conquis. Le château est alors construit en pierre et bénéficie des dernières innovations en matière de stratégie de défense. Il est bâti selon un modèle de château concentrique, avec une enceinte fortifiée à l'intérieur d'une première série de murs. Ce modèle, mis au point au château de Caerphilly, est adopté par Édouard Ier pour la construction de tous ses châteaux gallois. 
En 1403, le château est assiégé sans succès par les troupes galloises, françaises et bretonnes commandées par Owain Glyndŵr, qui organise une révolte pour libérer le Pays de Galles. À la suite de cet épisode, Henri V ordonne la reconstruction de la grande porte en avant du château, qui est achevée en 1422.
Contrairement à la plupart des châteaux britanniques, le château de Kidwelly échappe aux violences et destructions qui font rage lors de la Première Révolution anglaise.

## Culture
Le château fait une brève apparition au début du film des Monty Python Sacré Graal. Il est visible dans la première scène du film, bien que ce soit le château écossais de Doune qui soit par la suite utilisé comme cadre des scènes d'intérieur. 